# Гас Віссер 'т Гофт
Гас Віссер 'т Гофт (нід. Haas Visser 't Hooft, 20 вересня 1905 — 28 липня 1977) — нідерландський хокеїст на траві.
Срібний призер Олімпійських Ігор 1928 року.